# Inline-Skaterhockey-Bundesliga 2003
Die Saison 2003 war die 8. Spielzeit der Inline-Skaterhockey-Bundesliga. Dabei wurde zum 18. Mal ein Deutscher Meister ermittelt. Ausrichter ist die Sportkommission Inline-Skaterhockey Deutschland im Deutschen Rollsport und Inline-Verband. Deutscher Meister wurden die Duisburg Ducks, die sich im Finale gegen die Samurai Iserlohn durchsetzen konnten.

## Teilnehmer

### 1. Bundesliga Nord
Die 1. Bundesliga Nord ging mit zehn Mannschaften an den Start, allerdings haben sich die Piranhas Oberhausen noch vor dem ersten Spiel vom Spielbetrieb zurückgezogen und waren damit erster Absteiger in die 2. Bundesliga Nord.
| Klub                    | Standort           | Vorjahr                   | Play-offs                 |                           |
| ----------------------- | ------------------ | ------------------------- | ------------------------- | ------------------------- |
| Duisburg Ducks          | Duisburg           | 1. Nord                   | Deutscher Meister         |                           |
| Samurai Iserlohn        | Iserlohn           | 3. Nord                   | Halbfinale                |                           |
| Mendener Mambas         | Menden (Sauerland) | 2. Nord                   | Vizemeister               |                           |
| ERC Hannover Hurricanez | Hannover           | 1. der 2. Bundesliga Nord | 1. der 2. Bundesliga Nord | 1. der 2. Bundesliga Nord |
| Crefelder SC            | Krefeld            | 7. Nord                   | -                         |                           |
| Moskitos Essen          | Essen              | 4. Nord                   | Viertelfinale             |                           |
| Ahauser Maidy Dogs      | Ahaus              | 6. Nord                   | -                         |                           |
| Powerkrauts Berlin      | Berlin             | 5. Nord                   | -                         |                           |
| Hamburg Sharks          | Hamburg            | 9. Nord                   | -                         |                           |
| Piranhas Oberhausen     | Oberhausen         | 2. der 2. Bundesliga Nord | 2. der 2. Bundesliga Nord | 2. der 2. Bundesliga Nord |

### 1. Bundesliga Süd
Die 1. Bundesliga Süd ging mit zehn Mannschaften an den Start.
| Klub                     | Standort    | Vorjahr                  | Play-offs                |                          |
| ------------------------ | ----------- | ------------------------ | ------------------------ | ------------------------ |
| Crash Eagles Kaarst      | Kaarst      | 1. Süd                   | Halbfinale               |                          |
| Düsseldorf Rams          | Düsseldorf  | 2. Süd                   | Viertelfinale            |                          |
| VT Zweibrücken Snipers * | Zweibrücken | 4. Süd                   | Viertelfinale            |                          |
| TV Augsburg              | Augsburg    | 3. Süd                   | Viertelfinale            |                          |
| Uedesheim Chiefs         | Neuss       | 6. Süd                   | -                        |                          |
| HC Köln-West             | Köln        | 5. Süd                   | -                        |                          |
| HC Kollnau               | Waldkirch   | 2. der 2. Bundesliga Süd | 2. der 2. Bundesliga Süd | 2. der 2. Bundesliga Süd |
| SG Langenfeld Devils     | Langenfeld  | 1. der 2. Bundesliga Süd | 1. der 2. Bundesliga Süd | 1. der 2. Bundesliga Süd |
| Bullskater Düsseldorf    | Düsseldorf  | 6. Süd                   | -                        |                          |
| Commanders Velbert **    | Velbert     | 8. Nord                  | -                        |                          |

* Zuletzt als Zweibrücker ERC Snipers und VT Zweibrücken (8. Süd). Die beiden Teams hatten sich zur Saison 2003 zusammengeschlossen.
** Zuletzt als RSC Neviges Commanders. Der Verein hatte sich zur Saison 2003 umbenannt.

## Modus
Die Staffel Nord und Süd sollten mit jeweils zehn Mannschaften an den Start gehen. Die Piranhas Oberhausen hatten sich aber noch vor dem ersten Spiel aus der Nord-Staffel zurückgezogen. Der Verein galt als erster Absteiger und spielte in der Saison 2004 in der 2. Bundesliga Nord. Innerhalb jeder Staffel trifft jede Mannschaft in Hin- und Rückspiel auf jede andere Mannschaft. Für einen Sieg gibt es zwei Punkte, für ein Unentschieden einen Punkt. Bei Punktgleichheit zum Ende der Hauptrunde entscheidet der direkte Vergleich über die Rangfolge. Die ersten vier Mannschaften jeder Staffel erreichen die Play-offs. Der Sieger der Play-offs ist Deutscher Meister.
Die Mannschaften auf den Rängen fünf bis acht haben sich für die neue Saison qualifiziert. Die Tabellenneunten und Tabellenzehnten beider Staffeln steigen direkt in die 2. Bundesliga ab. Die beiden Meister der 2. Bundesliga steigen direkt in die 1. Bundesliga auf.

## Vorrunde

### 1. Bundesliga Nord
|     | Mannschaft              | Sp                                           | S                                            | U                                            | N                                            | Tore                                         | +/-                                          | P                                            |
| --- | ----------------------- | -------------------------------------------- | -------------------------------------------- | -------------------------------------------- | -------------------------------------------- | -------------------------------------------- | -------------------------------------------- | -------------------------------------------- |
| 1.  | Duisburg Ducks          | 16                                           | 15                                           | 1                                            | 0                                            | 133:051                                      | +82                                          | 31                                           |
| 2.  | Samurai Iserlohn        | 16                                           | 10                                           | 2                                            | 04                                           | 140:100                                      | +40                                          | 22                                           |
| 3.  | Mendener Mambas         | 16                                           | 09                                           | 2                                            | 05                                           | 136:110                                      | +26                                          | 20                                           |
| 4.  | ERC Hannover Hurricanez | 16                                           | 08                                           | 1                                            | 07                                           | 109:096                                      | +13                                          | 17                                           |
| 5.  | Crefelder SC            | 16                                           | 05                                           | 4                                            | 07                                           | 116:140                                      | −24                                          | 14                                           |
| 6.  | Moskitos Essen          | 16                                           | 06                                           | 1                                            | 09                                           | 081:103                                      | −22                                          | 13                                           |
| 7.  | Ahauser Maidy Dogs      | 16                                           | 04                                           | 4                                            | 08                                           | 094:101                                      | −7                                           | 12                                           |
| 8.  | Powerkrauts Berlin      | 16                                           | 04                                           | 1                                            | 11                                           | 102:146                                      | −44                                          | 09                                           |
| 9.  | Hamburg Sharks          | 16                                           | 02                                           | 2                                            | 12                                           | 073:137                                      | −64                                          | 06                                           |
| 10. | Piranhas Oberhausen     | Rückzug am 26. Februar 2003 vor dem 1. Spiel | Rückzug am 26. Februar 2003 vor dem 1. Spiel | Rückzug am 26. Februar 2003 vor dem 1. Spiel | Rückzug am 26. Februar 2003 vor dem 1. Spiel | Rückzug am 26. Februar 2003 vor dem 1. Spiel | Rückzug am 26. Februar 2003 vor dem 1. Spiel | Rückzug am 26. Februar 2003 vor dem 1. Spiel |

### 1. Bundesliga Süd
|     | Mannschaft             | Sp | S  | U | N  | Tore    | +/-  | P  |
| --- | ---------------------- | -- | -- | - | -- | ------- | ---- | -- |
| 1.  | Crash Eagles Kaarst    | 18 | 18 | 0 | 0  | 155:050 | +105 | 36 |
| 2.  | Düsseldorf Rams        | 18 | 11 | 3 | 04 | 126:090 | +36  | 25 |
| 3.  | VT Zweibrücken Snipers | 18 | 11 | 2 | 05 | 157:133 | +24  | 24 |
| 4.  | TV Augsburg            | 18 | 11 | 1 | 06 | 124:091 | +33  | 23 |
| 5.  | Uedesheim Chiefs       | 18 | 08 | 2 | 08 | 113:108 | +5   | 18 |
| 6.  | HC Köln-West           | 18 | 08 | 1 | 09 | 112:118 | −6   | 17 |
| 7.  | HC Kollnau             | 18 | 07 | 2 | 09 | 114:130 | −16  | 16 |
| 8.  | SG Langenfeld Devils   | 18 | 04 | 1 | 13 | 102:140 | −38  | 09 |
| 9.  | Bullskater Düsseldorf  | 18 | 04 | 0 | 14 | 097:146 | −49  | 08 |
| 10. | Commanders Velbert     | 18 | 02 | 0 | 16 | 091:185 | −94  | 04 |

Abkürzungen: Sp = Spiele, S = Siege, U = Unentschieden, N = Niederlagen, P = Punkte
Erläuterungen:

## Play-offs
Die Play-off-Spiele werden im Modus „Best of Three“ ausgetragen.

### Play-off-Baum
| Viertelfinale | Viertelfinale           | Viertelfinale           |    |                     | Halbfinale | Halbfinale | Halbfinale |  |  | Finale | Finale | Finale |
|               |                         |                         |    |                     |            |            |            |  |  |        |        |        |
| N1            | Duisburg Ducks          | 2                       |    |                     |            |            |            |  |  |        |        |        |
| S4            | TV Augsburg             | 0                       |    |                     |            |            |            |  |  |        |        |        |
| S4            | TV Augsburg             | 0                       | N1 | Duisburg Ducks      | 2          |            |            |  |  |        |        |        |
|               |                         |                         | N1 | Duisburg Ducks      | 2          |            |            |  |  |        |        |        |
|               | S2                      | Düsseldorf Rams         | 0  |                     |            |            |            |  |  |        |        |        |
| S2            | S2                      | Düsseldorf Rams         | 0  | Düsseldorf Rams     | 2          |            |            |  |  |        |        |        |
| S2            |                         |                         |    | Düsseldorf Rams     | 2          |            |            |  |  |        |        |        |
| N3            | Mendener Mambas         | 1                       |    |                     |            |            |            |  |  |        |        |        |
| N3            | Mendener Mambas         | 1                       | N1 | Duisburg Ducks      | 2          |            |            |  |  |        |        |        |
|               |                         |                         |    | Duisburg Ducks      | 2          |            |            |  |  |        |        |        |
|               | N2                      | Samurai Iserlohn        | 1  |                     |            |            |            |  |  |        |        |        |
| N2            | N2                      | Samurai Iserlohn        | 1  | Samurai Iserlohn    | 2          |            |            |  |  |        |        |        |
| N2            |                         |                         |    | Samurai Iserlohn    | 2          |            |            |  |  |        |        |        |
| S3            | VT Zweibrücken Snipers  | 0                       |    |                     |            |            |            |  |  |        |        |        |
| S3            | VT Zweibrücken Snipers  | 0                       | N2 | Samurai Iserlohn    | 2          |            |            |  |  |        |        |        |
|               |                         |                         | N2 | Samurai Iserlohn    | 2          |            |            |  |  |        |        |        |
|               | N4                      | ERC Hannover Hurricanez | 0  |                     |            |            |            |  |  |        |        |        |
| S1            | N4                      | ERC Hannover Hurricanez | 0  | Crash Eagles Kaarst | 0          |            |            |  |  |        |        |        |
| S1            |                         |                         |    | Crash Eagles Kaarst | 0          |            |            |  |  |        |        |        |
| N4            | ERC Hannover Hurricanez | 2                       |    |                     |            |            |            |  |  |        |        |        |

### Viertelfinale
|                     |   |                         | Serie | 1     | 2         | 3   |
| ------------------- | - | ----------------------- | ----- | ----- | --------- | --- |
| Duisburg Ducks      | – | TV Augsburg             | 2:0   | 10:7  | 5:3       | -   |
| Düsseldorf Rams     | – | Mendener Mambas         | 2:1   | 6:7   | 7:6       | 9:6 |
| Samurai Iserlohn    | – | VT Zweibrücken Snipers  | 2:0   | 11:9  | 13:8      | -   |
| Crash Eagles Kaarst | – | ERC Hannover Hurricanez | 0:2   | 10:12 | 6:7 n. P. | -   |

### Halbfinale
|                  |   |                         | Serie | 1    | 2   | 3 |
| ---------------- | - | ----------------------- | ----- | ---- | --- | - |
| Duisburg Ducks   | – | Düsseldorf Rams         | 2:0   | 11:7 | 8:3 | - |
| Samurai Iserlohn | – | ERC Hannover Hurricanez | 2:0   | 6:5  | 7:5 | - |

### Finale
|                |   |                  | Serie | 1   | 2   | 3    |
| -------------- | - | ---------------- | ----- | --- | --- | ---- |
| Duisburg Ducks | – | Samurai Iserlohn | 2:1   | 8:3 | 6:9 | 14:5 |

## Aufsteiger
Aus den 2. Bundesligen steigen Adler Strausberg (1. der 2. Bundesliga Nord) und die Dragons Heilbronn (1. der 2. Bundesliga Süd) auf.

## Pokalsieger
Im Endspiel um den Deutschen Inline-Skaterhockey-Pokal 2003 gewannen die Duisburg Ducks am 14. Dezember 2003 gegen die Crash Eagles Kaarst in Iserlohn mit 8:6.